# Let The Bass Go
"Let The Bass Go" é uma canção do rapper estadunidense Snoop Dogg, lançada como single promocional para a Banda Sonora do filme animado Turbo.

## Música e vídeo
O videoclipe para a canção foi lançado em 26 de junho de 2013, no canal do rapper na plataforma virtual VEVO.

## Faixas e formatos
| 12" Single |                   |         |  |
| N.º        | Título            | Duração |  |
| 1.         | "Let The Bass Go" | 3:53    |  |

| Download digital |                   |         |  |
| N.º              | Título            | Duração |  |
| 1.               | "Let The Bass Go" | 3:54    |  |